# Reinosa (Gerichtsbezirk)
Der Gerichtsbezirk Reinosa ist einer der acht Gerichtsbezirke in der autonomen Gemeinschaft Kantabrien.
Der Bezirk umfasst 11 Gemeinden auf einer Fläche von 1.080,83 km² mit dem Hauptquartier in Reinosa.

## Gemeinden
| Gemeinde                    | Einwohner (2024) | Fläche km² | Dichte Einw./km² | Cod INE | Postleitzahl |
| --------------------------- | ---------------- | ---------- | ---------------- | ------- | ------------ |
| Campoo de Enmedio           | 3.736            | 91,06      | 41               | 39027   | 39200        |
| Campoo de Yuso              | 673              | 89,72      | 8                | 39017   | 39292        |
| Hermandad de Campoo de Suso | 1.616            | 222,65     | 7                | 39032   | 39211        |
| Pesquera                    | 70               | 8,93       | 8                | 39051   | 39491        |
| Reinosa                     | 8.566            | 4,12       | 2.079            | 39059   | 39200        |
| Las Rozas de Valdearroyo    | 261              | 57,35      | 5                | 39065   | 39213        |
| San Miguel de Aguayo        | 168              | 35,99      | 5                | 39070   | 39491        |
| Santiurde de Reinosa        | 256              | 30,98      | 8                | 39077   | 39490        |
| Valdeolea                   | 884              | 83,72      | 11               | 39092   | 39418        |
| Valdeprado del Río          | 320              | 89,33      | 4                | 39093   | 39419        |
| Valderredible               | 931              | 298,24     | 3                | 39094   | 39220        |
| Gerichtsbezirk Reinosa      | 17.481           | 1.080,83   | 16               | –       | –            |

Zum Gerichtsbezirk gehört auch noch das gemeindefreie Gebiet Campoo-Cabuérniga mit einer Fläche von 68,74 km². Das Gebiet hat keine Einwohner.